# Heinrich Bruns (Korvettenkapitän)
Heinrich Bruns (Korvettenkapitän) (3 de Abril de 1912 - 17 de Abril de 1943) foi um comandante de U-Boot que serviu na Kriegsmarine durante a Segunda Guerra Mundial.